# Umhlabuyalingana
Umhlabuyalingana (officieel Umhlabuyalingana Local Municipality) is een gemeente in het Zuid-Afrikaanse district Umkhanyakude.
Umhlabuyalingana ligt in de provincie KwaZoeloe-Natal en telt 156.736 inwoners. Het gemeentebestuur is gevestigd in Mbazwana.
Het is een van de armste municipaliteiten van Zuid-Afrika.

## Hoofdplaatsen
Het nationaal instituut voor de statistiek, Stats SA, deelt sinds de census 2011 deze gemeente in in 99 zogenaamde hoofdplaatsen (main place):
Bangizwe • eKuhluphekeni • eMangweni • eNgozini • Enhlambeni • Enkathweni • eNkovukeni • Esibhoweni • Esicabaziri • Esiphahleni • Ezinqeni • Gazini • Hagaza • Hlabezinhlohe • Hlazane • Hlokohloko • Jobe • Kosimeer • KuShengesa • KwaDapha • KwaGeorge • KwaMahlungula • KwaMazambane • KwaMbokodo • KwaMjiji • KwaMshudu • KwaMzimba • KwaNdaba • KwaNdongeni • KwaNovunya • KwaNsukumbili • KwaNyamazane • KwaShukela • KwaSonto • KwaThelizolo • KwaZamaZama • KwaZibi • Lulwane • Mabaso • Mabhudu • Mabibi • Madonela • Magovini • Mahlakwe • Mahlungulu • Makhaya • Malangeni • Malobeni • Mamfene • Manguzi • Manyampisi • Mazibomvu • Mbazwana • Mboma • Mboza • Mbube • Mfakubeka • Mfilweni • Mjindi • Mlamula • Mloli • Mozi • Mpini • Mpophemeni • Mpophomeni • Mqobela • Mseleni • Mtanenkosi • Mtinkwe • Munyu • Mvelabusha • Mvutshana • Ndlondlweni • Ndumu • Ngxabano • Nhlamvu • Nhlanzana • Nsukumbili • Ntshongwe • Nyenyane • Olakeni • Phelandaba • Pikinini Myamazane • Qondwane • Qondweni • Sibhoweni • Sihangwane • Sihlenga • Siphondweni • Siqobeleni • Sodwana • Tembe • Thandizwe • Thengani • Thokazi • Thungwini • Ubombo • Umhlabuyalingana NU • Welcome.